# Diego Sanchez
Diego Sanchez (ur. 31 grudnia 1981 w Albuquerque) – amerykański zawodnik mieszanych sztuk walki (MMA) meksykańskiego pochodzenia. Zwycięzca pierwszej edycji The Ultimate Fighter z 2005 oraz wieloletni zawodnik Ultimate Fighting Championship. Jeden z dwóch zawodników (obok Kennego Floriana) który rywalizował w UFC w czterech różnych kategoriach wagowych – średniej, półśredniej, lekkiej i piórkowej. Trzykrotnie walki z jego udziałem były nagradzane przez Wrestling Observer Newsletter Walkami Roku.

## Kariera sportowa
W mieszanych sztukach walki zadebiutował 21 czerwca 2002 pokonując Michaela Johnsona. Od 2002 do 2004 był związany głównie z King of the Cage, gdzie 12 czerwca 2004 zdobył pas mistrzowski wagi półśredniej, wygrywając na punkty z Brazylijczykiem Jorge Santiago. W 2005 wziął udział w pierwszej edycji reality show The Ultimate Fighter. Sanchez przebrnął przez eliminacje wewnątrz programu i w finale, który miał miejsce 12 czerwca 2005, pokonał Kennego Floriana przez techniczny nokaut, wygrywając tym samym pierwszą edycję TUF'a i otrzymując kontrakt z Ultimate Fighting Championship. Od wygranego finału pokonywał pięciu rywali m.in. Nicka Diaza czy Karo Parizjana. Po znokautowaniu Joe Riggsa, w grudniu 2006 został zawieszony na trzy miesiące w związku z wykryciem w jego organizmie substancji THC (marihuana).
W 2007 mierzył się z zawodnikami ze ścisłej czołówki, Joshem Koscheckiem i Jonem Fitchem jednak przegrywał te starcia. Na przełomie 2008/2009 zanotował serię czterech zwycięstw, w tym nad Clayem Guidą (walka roku wg World MMA Awards oraz Wrestling Observer Newsletter), otrzymując za to szanse walki o tytuł wagi lekkiej z Hawajczykiem B.J. Pennem. 12 grudnia 2009 na UFC 107 przegrał z Pennem przed czasem (zatrzymanie walki przez narożnik Sancheza).
W latach 2010–2013 przeplatał zwycięstwa, porażkami. Wygrywał z utytułowanymi zawodnikami, takimi jak Martin Kampmann czy Takanori Gomi ale również notował porażki z niżej notowanymi Johnem Hathawayem oraz Jakem Ellenbergerem. 19 października 2013 zmierzył się z byłym mistrzem Strikeforce Gilbertem Melendezem. Ostatecznie to Melendez zwyciężył na punkty lecz walka była na tyle emocjonująca, że została nagrodzona przez Dave'a Meltzera z Wrestling Observer Newsletter walką roku.
W kolejnych latach ponownie lawirował między kategoriami, w tym przypadku lekką i piórkową, wygrywając punktowo z Rossem Pearsonem i Jimim Millerem oraz przegrywając z Ricardo Lamasem. 5 listopada 2016 pokonał Polaka Marcina Helda jednogłośnie na punkty.
Rok 2017 był nieudany dla Sancheza. Stoczył w nim dwa przegrane pojedynki, oba przed czasem, najpierw z Alem Iaquintą (22 kwietnia), następnie z Mattem Brownem (11 listopada).

## Osiągnięcia i wyróżnienia
Mieszane sztuki walki:
- 2004–2005: mistrz King of the Cage w wadze półśredniej
- 2005: zwycięzca 1. sezonu The Ultimate Fighter w wadze średniej
- Wrestling Observer Newsletter
  - 2006: Walka Roku wraz z Karo Parizjanem
  - 2009: Walka Roku wraz z Clayem Guidą
  - 2013: Walka Roku wraz z Gilbertem Melendezem
- Worlds MMA Awards
  - 2009: Walka Roku wraz z Clayem Guidą[8]

Grappling:
- 7-krotny zwycięzca zawodów Grapplers Quest
- Członek Galerii Sław Grapplers Quest

Zapasy:
- New Mexico Activities Association
  - NMAA High School Wrestling State – zwycięzca akademickich mistrzostw w zapasach[2]